# سنية منصور
سنية منصور هي منافسة ألعاب القوى تونسية، ولدت في 6 سبتمبر 1988 في قابس في تونس.

## وصلات خارجية
- سنية منصور على موقع Paralympic.org (الإنجليزية)
- سنية منصور على موقع IPC.InfostradaSports.com (مؤرشف) (الإنجليزية)